# Grigori Perelman

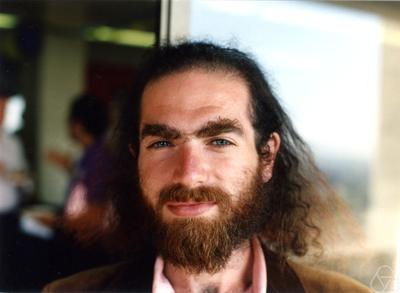
Grigori Perelman (1993)

Grigori "Grisja" Jakovlevitsj Perelman (Russisch: Григорий Яковлевич Перельман) (Sint-Petersburg, 13 juni 1966) is een Russische wiskundige die belangrijke bijdragen heeft geleverd aan de Riemann-meetkunde en de meetkundige topologie.
In 1994 bewees Perelman het soul-vermoeden. Negen jaar later, in 2003 bewees hij het  vermeetkundigingsvermoeden van Thurston. Aangezien het vermeetkundigingsvermoeden een veralgemening is van het vermoeden van Poincaré uit 1904 (in de 20e eeuw algemeen beschouwd als een van de belangrijkste open vragen in de topologie) bewees Perelman tevens het vermoeden van Poincaré.

## Levensloop
Grigori Perelman werd op 13 juni 1966 geboren in Leningrad, USSR (nu Sint-Petersburg, Rusland). Zijn vroege wiskundige opleiding vond plaats in de Leningrad Middelbare school #239, een gespecialiseerde school met een geavanceerd wis- en natuurkundecurriculum. In 1982 deed hij als lid van het Sovjet-team mee aan de Internationale Wiskunde Olympiade, een internationale wedstrijd voor middelbarescholieren. Hij won met een perfecte score van 42 punten een gouden medaille. In de late jaren 1980 ging Perelman op voor een Kandidaat voor de Wetenschap graad (het Sovjet-equivalent van een doctoraat) aan de wiskundige en mechanische faculteit van de Staatsuniversiteit van Leningrad, een van de topuniversiteiten in de voormalige Sovjet-Unie. Een van zijn leermeesters aan de universiteit was Victor Zalgaller. Zijn proefschrift was getiteld "zadeloppervlakken in Euclidische ruimten".

## Fields-medaille
Hij zou eigenlijk samen met drie andere wiskundigen de Fields-medaille ontvangen op 22 augustus 2006, maar had volgens de voorzitter van de Internationale Wiskundige Unie, John Ball, bedankt voor de eer.
De Britse krant 'The Sunday Telegraph' spoorde desondanks Perelman op in een kleine flat in Sint-Petersburg, waar hij samen met zijn moeder woont. De krant citeert hem: "Ik heb mijn berekeningen gepubliceerd. Dat is wat ik het publiek te bieden heb".

## Vermoeden van Poincaré
Perelman heeft belangrijk werk verricht in de Riemann-meetkunde, in het bijzonder zijn werk in verband met de vergelijkingstheorie. In november 2002 verbaasde hij de wereld door zijn aankondiging in arXiv, dat hij een bewijs heeft voor het vermeetkundigingsvermoeden van Thurston. Zonder het bij naam te noemen claimde hij hiermee ook het bewijs voor het vermoeden van Poincaré, een speciaal geval van Thurstons vermoeden.
Poincarés vermoeden was door het Clay-instituut genoemd als een van de zeven millenniumproblemen (belangrijke wiskundige vraagstukken, niet te verwarren met de millenniumbug in de praktische informatica). Wie een groot wiskundig probleem oplost, wordt door het Clay-instituut beloond met een geldprijs van 1 miljoen dollar.
Op 18 maart 2010 deed het Clay Mathematics Institute de mededeling dat ze de prijs aan hem hebben toegekend, ondanks het feit dat Perelman zelf slechts op internet over zijn ontdekkingen heeft gepubliceerd en niet in peer-reviewed journals. Een artikel in de Daily Mail beweert dat Perelman heeft laten weten dat hij niet geïnteresseerd is in de prijs omdat hij alles al heeft wat hij wil hebben. Echter, een artikel op life.ru beweert dat hij nog geen beslissing heeft genomen. Op 1 juli werd definitief bekend dat Perelman de prijs niet wenst te ontvangen omdat hij het oneerlijk vindt om de prijs te ontvangen, want -zo zegt hij- zijn bijdrage is niet groter dan die van de wiskundige Richard S. Hamilton.

### Bewijs van het vermoeden van Poincaré
- (en)  Grigori Perelman, The entropy formula for the Ricci flow and its geometric applications (De entropieformule voor de Ricci-stroom en haar meetkundige toepassingen), arXiv DG 0211159, 2002
- (en)  Grigori Perelman, Ricci flow with surgery on three-manifolds (Ricci-stroom met chirurgie op drie-variëteiten), arXiv DG 0303109, 2003
- (en)  Grigori Perelman, Finite extinction time for the solutions to the Ricci flow on certain three-manifolds (Eindige uitdovingstijd voor de oplossingen van de Ricci-stroom op bepaalde drie-variëteiten), arXiv DG 0307245, 2003

### Boeken over Perelman
- (en)  Masha Gessen, Perfect Rigor: A Genius and the Mathematical Breakthrough of the Century, 2009, pagina's: 256 ISBN 978-0-15-101406-4, Verhaal over het leven van Grigori Perelman gebaseerd op informatie van mensen die hem gekend hebben.